# Clubiona governetonis
Clubiona governetonis este o specie de păianjeni din genul Clubiona, familia Clubionidae, descrisă de Roewer în anul 1928. Conform Catalogue of Life specia Clubiona governetonis nu are subspecii cunoscute.